# مارتا ، لاتسيو
مارتا (بالإنجليزية : Marta) هي بلدية تقع في مقاطعة فيتيربو في منطقة لاتيوم الإيطالية على بعد حوالي 80 كيلومترًا (50 ميلًا) من شمال غرب روما وحوالي 20 كيلومترًا (12 ميلًا) شمال غرب فيتربو.
ويحد بلدية مارتا البلديات التالية: توسكانيا و كابوديمونتي و مونتيفياسكون و فيتيربو
وتقع بلدية مارتا على ضفة الشاطئ الجنوبي لبحيرة بولسينا بالقرب من منبع نهر مارتا.

## روابط خارجية
- الموقع الرسمي (بالإيطالية)
- Tuscia 360 حول مارتا مع صور بانورامية للواقع الافتراضي نسخة محفوظة 3 مارس 2016 على موقع واي باك مشين.